# Louis de Rochemont
Louis de Rochemont, auch Louis De Rochemont, (* 13. Januar 1899 in Boston, Vereinigte Staaten; † 23. Dezember 1978 in Newington (New Hampshire), Vereinigte Staaten) war ein US-amerikanischer Produzent und Regisseur von Dokumentarfilmen, der auch einige Spielfilme hergestellt hat und sich vor allem einen Namen als Gründungsvater und Produzent der US-Wochenschau The March of Time gemacht hat.

## Leben und Wirken

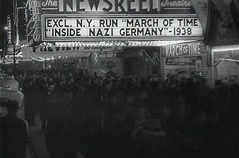
De Rochemont-Produktion Inside Nazi Germany bei der Uraufführung in New York 1938

Der Nachfahre einer französischen Hugenottenfamilie, erhielt seine Ausbildung an dem Massachusetts Institute of Technology und an der Harvard University. Louis de Rochemont diente von 1917 bis 1923 als Offizier bei der US-Marine, ehe er 1923 zum Film stieß. In diesem Jahr wurde de Rochemont von William Randolph Hearsts Wochenschau International Newsreel in deren Filmschnittabteilung eingestellt. Nach vier Jahren wechselte er zur Pathé-Wochenschau als deren europäischer Leiter, im Jahr darauf (1928) ging de Rochemont zu den Movietone News und begann erstmals auch Filme zu produzieren und zu inszenieren. 1933/34 betreute er die March of the Year-Reihe, ab 1935 trat Louis de Rochemont sieben Jahre lang als Produzent der vom Time Magazine betreuten, bekanntesten US-Wochenschau March of Time, die er gemeinsam mit Roy E. Larsen aus der Taufe gehoben hatte, in Erscheinung. Im Rahmen dieser Wochenschau sorgte seine spektakuläre, 1937 zusammengestellte und im Januar 1938 erstmals gezeigte Innenansicht aus Hitler-Deutschland Inside Nazi Germany in den USA für Aufsehen und begann erstmals die Öffentlichkeit stark gegen dieses Deutschland einzunehmen.
Nachdem Rochemont für die Twentieth Century Fox den Oscar-preisgekrönten Dokumentarfilm The Fighting Lady produziert hatte, wurden ihm in der Folgezeit auch Kinofilme mit Spielhandlung anvertraut, darunter die Anti-Nazi-Spionagegeschichten Das Haus in der 92. Straße und 13 Rue Madeleine und der Film-Noir-Klassiker Bumerang. Von 1948 bis 1952 stellte Louis de Rochemont neben weiteren Kinospielfilmen, die er mit seiner eigenen Firma, der Louis de Rochemont Associates produzierte, auch Beiträge der Dokumentarfilmreihe The Earth and Its Peoples her. Nach einem Cinerama-Film über zwei reisende Paare (1955) landete der Bostoner 1958 einen weiteren Erfolg mit einem Film über eine Windjammer-Reise unter ebendiesem Titel. Nachdem seine ambitionierte Tennessee-Williams-Verfilmung Der römische Frühling der Mrs. Stone nicht allzu gute Kritiken bekommen hatte, zog sich Louis de Rochemont weitgehend aus dem Filmgeschäft zurück.
Sein Sohn Louis de Rochemont III (1930–2001) und sein jüngerer Bruder Richard de Rochemont haben sich ebenfalls im Bereich der Dokumentarfilmproduktion hervorgetan.

## Filmografie

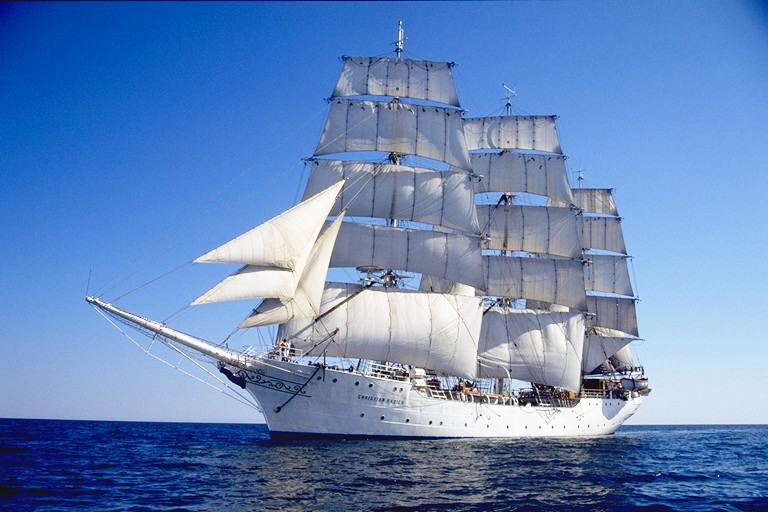
Die Windjammer des gleichnamigen de-Rochemont-Films (1958), „Christian Radich“

Als Produzent von kurzen wie langen Dokumentarfilmen, wenn nicht anders angegeben:
- 1930: Meet Me Down at Coney Isle (auch Regie)
- 1933: The Story of Hell on Earth
- 1937: Inside Nazi Germany
- 1939: The State of the Nation (auch Schnitt)
- 1939: Crisis in the Pacific (auch Schnitt)
- 1940: The Ramparts We Wach (auch Regie)
- 1941: Battlefields of the Pacific
- 1942: We Are the Marines (auch Regie)
- 1943: Upbeat in Music (auch Drehbuch)
- 1943: Show-Business at War (auch Regie)
- 1944: The Fighting Lady
- 1945: Das Haus in der 92. Straße (The House on 92nd Street) (Spielfilm)
- 1946: 13 Rue Madeleine (Spielfilm)
- 1946: Bumerang (Boomerang) (Spielfilm)
- 1948: Nomads of the Jungle: Malaya
- 1949: Wenn Eltern schweigen (Lost Boundaries) (Spielfilm)
- 1951: A Day With the F.B.I. (auch Regie)
- 1951: The Whistle at Eaton Falls (Spielfilm)
- 1951: Living in a Metropolis (auch Regie)
- 1952: Walk East on Beacon (Spielfilm)
- 1952: Martin Luther (Spielfilm)
- 1954: Cinerama Holiday (auch Drehbuch)
- 1956: Wunder von Todd-AO (The Miracle of Todd-AO)
- 1958: Windjammer
- 1959: Geheimakte M (Man on a String) (Spielfilm)
- 1960: Summer Incident (auch Regie)
- 1961: Der römische Frühling der Mrs. Stone (The Roman Spring of Mrs. Stone) (Spielfilm)
- 1961: The Sand Castle (Spielfilm)
- 1962: When I’m Old Enough … Good-Bye!